# Encyclopedia.com
Encyclopedia.com, nota anche come HighBeam Encyclopedia, è un'enciclopedia online gratuita e multiligue che opera come un aggregatore di informazioni derivate da altri dizionari e enciclopedie, indici bibliografici, immagini e video. Il sito web è gestito dalla stessa azienda che gestisce il sito HighBeam Research, avente sede a Chicago, una sussidiaria della casa editrice Gale Publishing, collegata di Cengage.
Al 2017, Encyclopedia.com presentava quasi 200.000 voci e 50.000 sintesi di argomenti, costruite a partire da un insieme di fonti che include l'Oxford University Press, la Columbia Encyclopedia e la base di conoscenza della casa madre Gale.
Il sito Web fu lanciato dalla società informatica Infonautics nel marzo 1998. Nell'agosto 2001, Infonautics fu acquisita da Tucows, che un anno dopo cedette a Patrick Spain il dominio Encyclopedia.com e il sito eLibrary. Entrambi furono incorporati all'interno di una nuova società chiamata Alacritude, LLC, il cui business divenne noto col nome di HighBeam Research e fu infine venduto a Gale.